# Sphagnum slooveri
Sphagnum slooveri är en bladmossart som beskrevs av A. Eddy 1985. Sphagnum slooveri ingår i släktet vitmossor, och familjen Sphagnaceae. Inga underarter finns listade i Catalogue of Life.